# Аренснуфис
Аренснуфис (егип. ỉrỉ-ḥms-nfr — «хороший товарищ») — нубийский бог, господин Абатона. Это божество родом из царства Куш в древней Нубии.

## Мифология
Первые свидетельства об этом боге появились в храме Мусавварат-эс-Суфра в III-м веке до н. э. Поклонение этому богу распространилось на контролируемую Египтом часть Нубии в период Птолемеев (305-30 годы до н. э.).
Мифологическая роль этого божества неизвестна. Его изображали как льва или как человека с короной из перьев, иногда с копьём в руке.
Аренснуфису поклонялись на острове Филе, где его называли «товарищем» египетской богини Исиды; также ему поклонялись в храме Дандара. Древние египтяне отождествляли Аренснуфиса со своими богами Онурисом и Шу.